# جيم شو (لاعب هوكي الجليد)
جيم شو هو لاعب هوكي الجليد كندي، ولد في 18 أكتوبر 1945 في ساسكاتون في كندا.

## وصلات خارجية
- جيم شو على موقع EliteProspects.com (الإنجليزية)
- جيم شو على موقع HockeyDB.com (الإنجليزية)
- جيم شو على موقع Hockey-Reference.com (الإنجليزية)